# محسن مرآت اسفندیاری
محسن مرآت‌ اسفندیاری (زاده ۱۲۹۱ خورشیدی) دیپلمات و قانونگذار دوره پهلوی بود.
پدرش حسن خان مرآت‌السلطنه اسفندیاری و پدربزرگش حسین خان سردارنصرت و خاندان پدری‌اش حاکمان محلی و نظامی کرمان بودند. پس از تحصیلات مقدماتی و متوسطه در ایران برای ادامه تحصیل به امریکا رفت و از یکی از دانشکده‌های حقوق نیویورک لیسانس گرفت. سپس به استخدام وزارت امور خارجه درآمد و پس از طی مراحل مقدماتی، دبیر دوم سفارت ایران در بغداد شد. بعد از آن با رتبه دبیر دوم به دفتر نمایندگی ایران در سازمان ملل متحد رفت.
در انتخابات دوره هجدهم مجلس شورای ملی که از دوم تا چهارم بهمن ۱۳۳۲ برگزار شد، مرآت اسفندیاری به نمایندگی سیرجان انتخاب شد و کرسی خود را در دو دوره بعد نیز حفظ کرد. پس از بازگشت به وزارت امور خارجه به ریاست اداره پنجم سیاسی منصوب شد  و پس از آن به سفارت ایران در کشورهای لهستان، اسپانیا و کانادا رسید.